# Traditionelt landbrug
 Denne artikel bør gennemlæses af en person med fagkendskab for at sikre den faglige korrekthed.

Traditionelt landbrug er det oprindelige landbrug. I Danmark har der eksisteret traditionelt landbrug i ca. 6000 år. År 1866 gav den tyske biolog Ernst Haeckel traditionelt landbrug betegnelsen: Økologisk landbrug. Hvilket ikke betyder at konventionelt landbrug frit kan betegnes som traditionelt. Spørg eventuelt Dansk Sprognævn.